# Попова-Воля
Попова-Воля (пол. Popowa Wola, нім. Pfaffendorf) — село в Польщі, у гміні Дзьвежути Щиценського повіту Вармінсько-Мазурського воєводства.
Населення — 282 особи (2011).

## Демографія
Демографічна структура станом на 31 березня 2011 року:
|          | Загалом | Допрацездатний вік | Працездатний вік | Постпрацездатний вік |
| -------- | ------- | ------------------ | ---------------- | -------------------- |
| Чоловіки | 151     | 37                 | 103              | 11                   |
| Жінки    | 131     | 33                 | 79               | 19                   |
| Разом    | 282     | 70                 | 182              | 30                   |